# Acalypha salvadorensis
Acalypha salvadorensis é uma espécie de flor do gênero Acalypha, pertencente à família Euphorbiaceae.